# Jean-Marie Adrien
Pour les articles homonymes, voir Adrien.
Jean-Marie Adrien est un danseur, chef d'orchestre, créateur et réalisateur français né le 11 janvier 1960.

## Biographie

### Études
Après avoir étudié la direction d'orchestre, l'harmonie et le contrepoint au Conservatoire national supérieur de musique et de danse de Paris, il a obtenu un doctorat de physique, spécialité physique acoustique, à l'Université de Paris VI (Jussieu), puis un MBA à l'INSEAD.
Il est l'auteur d'une  thèse ayant pour intitulé « Etude et simulation de systèmes vibratoires complexes, application à la synthèse sonore par modélisation physique », soutenue sous la direction de Raymond Siestrunck en juin 1989 (Université de Paris VI) .

### Carrière artistique
Chercheur à l'IRCAM, il invente la synthèse par modules physiques,  dépose un brevet et publie de nombreux articles. Puis au milieu des années 1990, il devient chef d'orchestre assistant de Pierre Boulez à l'Ensemble Intercontemporain et chef invité auprès de nombreux orchestres nationaux et internationaux. 
Danseur et acteur auprès d'Hervé Robbe, François Cervantès, Jean-Louis Hourdin et Pierre Droulers, il
crée la compagnie Zig-zag où il développe un travail pluridisciplinaire basé sur la polyvalence. 
Cette recherche, qu'il conduit avec plusieurs artistes musiciens-danseurs, le conduit à établir une relation particulière entre mouvement et musique vivante sur scène, la direction musicale dansée, relation par laquelle la danse devient la musique : les interprètes dirigent, par leurs mouvements, un ensemble instrumental placé sur scène (L'Intrus, 2005). 
Par la suite, il réalise le modèle informatique de la direction musicale dansée : ce n'est plus un orchestre qui joue avec le musicien-danseur, mais un ensemble d'instruments virtuels actionnés de façon causale à l'aide d'un dispositif de captation gestuelle, ouvrant ainsi de nouveaux horizons (Vue sur jardin, 2007).
Le 9 avril 2009, il présente le spectacle L'Œuf au théâtre de la Vallée de l'Yerres, à Brunoy, dans l'Essonne. Au début des années 2000 et à la demande du Ministère de la Culture, il se penche sur la réalisation d'un environnement sonore et dramaturgique pour la cathédrale d'Amiens.[réf. nécessaire]

## Scénographie
Liste partielle
- 1999 : www.clonck
- 2005 : L'Intrus, direction musicale dansée
- 2007 : Vue sur jardin, captation gestuelle causale
- 2009 : L'Œuf, pour deux chefs danseurs et dispositif de captation gestuelle

## Filmographie
- 2001 : Les Ineffables Cinéfables, 5 courts-métrages

## Œuvres

### Ouvrages
- « Jean-Marie Adrien : The Missing link : Modal Synthesis », in The Representations of Sound, G. de Poli, A; Piccially et C. Roads ed., MIT Press, Cambridge, Mass. 1989.
- « Jean-Marie Adrien : D'un phraser en amont de la musique et de la danse », Actes du colloque « Les Enjeux du Phraser », École normale supérieure, 2010, Hermann Éditeurs, 2010.
- « Jean-Marie Adrien : Le retour en grâce du musicien-danseur ?», dans Piano ma non solo, Jean-Pierre Thiollet, Anagramme éditions, Paris, 2012, p. 92-100.  (ISBN 978 2 35035 333 3)

### Articles
- (avec X. Rodet) « Physical Models of Instruments, a Modular approach, Application to Strings », Proceedins of the 1985 ICMC, Vancouver, Berkeley, Comptuer Music Association, 1985.
- (avec R. Caussé et X. Rodet) « Sound Synthesis by Physical Models, Application to Strings », Proceedings ot the 1987 ICMC, Vancouver, Berkeley, 1987.
- (avec R. Caussé et E. Ducasse) « Sound Synthesis by Physical Models, APplication to Strings and Wind Instruments », 84 th AES Convention, 1988.
- (avec R. Caussé et E. Ducasse) « Dynamic Modeling of Stringed and Wind Instruments, Sound Synthesis by Physical Models », Proceedins of the 1988 ICMC, Köln, Feedback Studio Verlag, Genter str.23, D-5000 Köln 1.
- « Dynamic Moderling of Vibrating Structures fot Sound Synthesis, Modal Synthesis », Proceedings of the 1989 AES UC Toronto, 1989.
- « Modélisation d'instruments de musique pour la synthèse sonore, méthode générale », colloque de physique, 1er congrès français d'Acoustique, Lyon, février 1990.
- « Three Dimensional Sound Synthesis By Modal Representation and Retarded Potential Techniques », Computer Music Journal, 1990.
- « Holophonic Synthesis : Time Domain Computation of Three Dimensional Acoustic Field By Retarded Potential Technique », Proccedings of the ICMC Glasgow, 1990.
- « Une approche polvalente : Direction musicale dansée, Capatation gestuelle causale », Actes des 15e Journées d'informatique musicale, Université de Rennes 2, 2010.